# Albert Guardado
Albert Guardado (Redlands, 11 de julio de 1973) es un deportista estadounidense que compitió en boxeo.
Ganó una medalla de bronce en el Campeonato Mundial de Boxeo Aficionado de 1993, en el peso minimosca. Participó en los Juegos Olímpicos de Atlanta 1996, ocupando el sexto lugar en el mismo peso.
En febrero de 1997 disputó su primera pelea como profesional. En su carrera profesional tuvo en total 7 combates, con un registro de 5 victorias y 2 derrotas.

## Palmarés internacional
| Campeonato Mundial | Campeonato Mundial  | Campeonato Mundial | Campeonato Mundial |
| Año                | Lugar               | Medalla            | Categoría          |
| ------------------ | ------------------- | ------------------ | ------------------ |
| 1993               | Tampere (Finlandia) | Medalla de bronce  | 48 kg              |